# Грозомора 2: Уклета Ноћ вештица
Грозомора 2: Уклета Ноћ вештица (енгл. Goosebumps 2: Haunted Halloween) је америчка хорор комедија из 2018. године, у режији Арија Сандела, по сценарију Роба Либера. Самостални наставак филма Грозомора из 2015. године, темељи се на истоименом серијалу романа Р. Л. Стајна. Нову глумачку поставу чине: Венди Маклендон Кови, Медисон Ајзман, Џереми Реј Тејлор, Калил Харис, Крис Парнел и Кен Џонг. Радња прати два дечака који случајно ослободе чудовишта из франшизе Грозомора у свом граду након што су отворили необјављено дело под насловом Уклета Ноћ вештица, што је изазвало талас разарања у току Ноћи вештица.
Развој филма је почео у септембру 2015. године. Првобитно је требало да га режира Роб Латерман, али је одустао због обавеза око филма Покемон: Детектив Пикачу. Заменио га је Ари Сандел. Улоге из претходног дела су поновили само Џек Блек и Одеја Раш, али је она избачена из финалне верзије филма док је он наступио у непотписаној споредној улози.
Премијерно је приказан 8. октобра 2018. године у Калвер Ситију, док је 12. децембра пуштен у биоскопе у САД. За разлику од претходника, филм није приказиван у биоскопима у Србији. Добио је помешане рецензије критике критичара, те није био успешан колико и претходник, зарадивши 93 милиона долара широм света у односу на буџет од 35 милиона долара.

## Радња
Најбољи пријатељи Сани и Сем надају се да ће на свом послу комуналаца, који обављају после школе, пронаћи благо у туђем смећу. Чистећи стару кућу Стајнових, отварају закључану књигу и ослобађају натприродну ноћну мору — Слепија. Уз помоћ Санијеве сестре Саре започињу трку с временом да злокобног лутка и сва створења која је оживео врате у књигу пре него изазову потпуни хаос.

## Улоге
| Глумац               | Улога           |
| -------------------- | --------------- |
| Медисон Ајзман       | Сара Квин       |
| Џереми Реј Тејлор    | Сани Квин       |
| Калил Харис          | Сем Картер      |
| Венди Маклендон Кови | Кети Квин       |
| Крис Парнел          | Волтер          |
| Кен Џонг             | господин Чу     |
| Брајс Кес            | Тајлер Мичел    |
| Пејтон Вич           | Томи Мадиган    |
| Кендрик Крос         | господин Картер |
| Шари Хедли           | госпођа Картер  |
| Кортни Лорен Камингс | Џес             |
| Џеси Гуи             | Маја            |